# スヴャトスラフ・リヒテル
スヴャトスラフ・テオフィーロヴィチ・リヒテル（ロシア語: Святосла́в Теофи́лович Ри́хтер、ウクライナ語: Святослав Теофілович Ріхтер、ラテン文字転写例: Sviatoslav Teofilovich Richter、1915年3月20日 - 1997年8月1日）は、ソビエト連邦のピアニストである。ドイツ人を父にウクライナで生まれ、主にロシアで活躍した（ただし在留ドイツ人として扱われた）。その卓越した演奏技術から20世紀最高のピアニストの一人と称された。

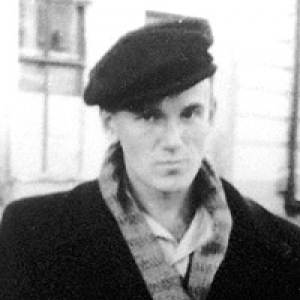
スヴャトスラフ・リヒテル

## 生涯
1915年3月20日に、今日ではウクライナ領となっているジトーミルに生まれた。父はドイツ人ピアニストのテオフィル・リヒターである。また母は、ロシア系の商人の素封家に生まれ育ったロシア人である。父の家は代々ドイツルター派に属する商家であった。幼いころに一家はオデッサに移住した。父親は同地のドイツ系ルター派教会である聖パウロ教会で合唱団長やオルガン奏者を務めていた。また、音楽学校で教師も務めた。両親は3歳になった息子スヴャトスラフの音楽教育に腐心したが、音楽家にしようという気はなかった。父親はスターリンの粛清により1937年に逮捕され、ドイツ軍がオデッサを占領する直前の1941年には、スターリンによりドイツのスパイの嫌疑を掛けられて処刑された。母親はその後、作曲家のセルゲイ・コンドラチエフと再婚し、スターリンによる迫害を逃れドイツへの亡命を果たした。リヒテルは独学でピアノを始め、1931年に15歳にしてオデッサ歌劇場のコレペティートルに採用され、多くのオペラ曲の初見を経験した。1934年、19歳の時にショパンのみのプログラムによる小規模な初リサイタルを開き、成功を収めた。
1937年、22歳でモスクワ音楽院に入学し、ウクライナ生まれのドイツ系ピアノ教師ゲンリフ・ネイガウス（ドイツ語読みではハインリヒ・ノイハウス）らに師事した。このモスクワへの移住が、ドイツ系ルター派教会の信徒であったという、共産党独裁体制下のソ連における危険な立場からリヒテルを救うこととなる。リヒテルはモスクワ音楽院に入学した時点ですでに完成されたピアニストだったといわれ、ネイガウスは「何も教えることはなかった」という言葉を残しているが、自身はネイガウスから多くのことを学んだと言っている。ネイガウスはリヒテルを天才であるとし、時に荒削りの演奏をあえて直そうとはしなかった。同門のエミール・ギレリスは1歳年下だが、モスクワ音楽院では2年先輩にあたる。
リヒテルはネイガウスの紹介によりセルゲイ・プロコフィエフと親交を持つようになり、1943年1月18日にはモスクワでプロコフィエフのピアノソナタ第7番を初演し、成功を収めた。翌1944年にはプロコフィエフの3曲の戦争ソナタによるリサイタルを行った。以後、ソ連国内で活発な演奏活動を行うようになり、1945年には30歳で全ソビエト音楽コンクールピアノ部門で第1位を受賞した。プロコフィエフが政府から反革命的と批判されたときも、常にプロコフィエフと活動を行った。
1950年に初めて東欧で公演も行うようになり、一部の録音や評価は西側諸国でも認識されていた。しかし、冷戦で対立していた西側諸国への演奏旅行はなかなか当局から許可が下りなかった。リヒテルは1941年に父親をソ連当局によって銃殺されており、母親は第二次世界大戦末期にドイツに移住していた。こうした事情から、当局は西側への旅行を認めた場合に彼が亡命することを警戒していたともいわれる。そのため、西側諸国ではその評判が伝わるのみで実像を知ることができず、「幻のピアニスト」とも称されるようになった。ソ連の演奏家としては最も早い時期から国際的に活躍していた一人であるギレリスが、演奏後に最大の賛辞を贈ろうとしたユージン・オーマンディを「リヒテルを聴くまで待ってください」と制したことも、この幻のピアニストへの期待をかき立てた。
1958年には、同年2月25日にブルガリアのソフィアで行ったリサイタルの録音が西側でもレコードとして発売された。ムソルグスキーの『展覧会の絵』などを含むこの録音は名演奏と称えられ、リヒテルの当代一のピアニストとしての真価を知らしめた。同年に第1回チャイコフスキー国際コンクールが開催され、この大会を制したヴァン・クライバーンが滞在中に聴いたリヒテルの演奏について「生涯で聞いたなかで、もっともパワフルな演奏であった」と帰国後に語ったことで、このピアニストの評判はさらに高まることとなった。リヒテルはこの第1回チャイコフスキー国際コンクールで審査員を務め、クライバーンに満点の25点をつけ、他の全てのピアニストに0点をつけた。
翌1959年にはドイツ・グラモフォンのスタッフがワルシャワに乗り込んで録音が行われ、数枚のレコードが発売された。その中でも特にスタニスワフ・ヴィスウォツキ指揮のワルシャワ国立フィルハーモニー管弦楽団と共演したラフマニノフのピアノ協奏曲第2番の録音はこの作品の名演と称えられ、その評価は現在に至るまで揺らいでいない。
1960年5月にようやく西側での演奏を許可され、ヘルシンキでのコンサートに「伴奏者」として派遣された。同年10月から12月にかけてはアメリカ各地でコンサートを行い、センセーショナルな成功を収めた。このアメリカ・ツアーでは10月15日のシカゴ・オーケストラ・ホールにおいてエーリヒ・ラインスドルフ指揮シカゴ交響楽団との共演によるブラームスのピアノ協奏曲第2番でデビューを果たし、さらに19日にはニューヨークのカーネギー・ホールでソロ・コンサートを行っている。この時に録音されたブラームスのピアノ協奏曲第2番（共演はラインスドルフ指揮、シカゴ交響楽団）やベートーヴェンのピアノソナタ第23番のレコードも評判となり、いよいよ西側でも本格的にその実像を知られるようになった。1962年にはウィーンでヘルベルト・フォン・カラヤンとチャイコフスキーのピアノ協奏曲第1番を録音、諸事情から珍しくウィーン交響楽団が起用された（ただし、同団は録音共演こそ少ないものの150回もの演奏会を重ねてカラヤンが手塩にかけた団体である）が、今日に至るまで高い人気を誇るロングセラーとなった。
その後は名実共に20世紀を代表するヴィルトゥオーソとして、世界を舞台に精力的に活動した。同時代にアメリカを拠点に活動したウラディミール・ホロヴィッツと並び称されることもあった。
日本へは飛行機嫌いのためなかなか訪れることがなかったが、1970年の日本万国博覧会の際に初の訪日が実現した。それ以降はたびたび来日してリサイタルを開き、日本の音楽ファンにもなじみ深い存在となった。
オレグ・カガンをはじめとする他の演奏家との共演も活発に行い、西側を含む各地で音楽祭を主催した。特に1981年から毎年冬にプーシキン美術館で開催した音楽祭「12月の夕べ」は絵画の展示とテーマを共有するユニークなスタイルのものだった。晩年に至っても、技巧の衰えを豊かなタッチで補いつつ、意欲的な活動を続けた。
特に彼の理想としていたのは、ピアノをトラックに積んで旅行し、前触れなく教会のある街でピアノを無料で演奏し、また旅に出るという生活であり、それに近い形の多くのコンサートを行った。
1997年8月1日、モスクワで82年の生涯を閉じた。事実婚の関係にあった生涯の伴侶、ソプラノ歌手ニーナ・ドルリアクも翌年5月に亡くなっている。

## 音楽

### レパートリー
リヒテルのレパートリーはバッハから同時代（20世紀）の音楽まで多岐にわたる。特にチャイコフスキーやラフマニノフなどのロシアものや、ベートーヴェン、シューベルト、シューマン、リスト、ショパン、ブラームスなど古典派からロマン派にかけてのピアノ曲がその中核にある。その一方でドビュッシーやシマノフスキ、バルトークなどでも名演を聴かせた。
そうした膨大なレパートリーを誇る一方で、独自の見識に基づいて作品を厳選していたことも特徴的である。例えばベートーヴェンのピアノソナタで言えば第14番や第21番のような人気曲を意図して演奏しなかったし、5曲の協奏曲の中では第1番と第3番のみをレパートリーにしていた。ショパンの練習曲やドビュッシーの前奏曲、ラフマニノフの前奏曲などでも一部の曲を演奏していない。

### 演奏
リヒテルの演奏は、ダイナミックで雄渾な情感と緻密にコントロールされた技巧を両立させたものだった。とても巨大な手の持ち主であり、12度程度を楽に押せたという。
彼の演奏の特徴の一つとして、ダイナミクスの大きさが挙げられる。音楽評論家の吉田秀和は彼のベートーヴェン演奏について、聴き手にベートーヴェンの時代のピアノでこれほどのダイナミクスの大きな演奏が可能だったのかと疑問を抱かせる一方で、ベートーヴェンの創造的想像力の中では確かにこうした響きが鳴っていたに違いないと感じさせる説得力があると述べている。ピアノソナタ第23番のアメリカでのライブ録音を初めて聴いた時には「これはベートーヴェンを超え、何か別のものになってしまった」のではないかと感じたという。
テンポ設定に関しては、ゆったりとしたテンポから屈指と言える速度まで自在にコントロールすることができた。若い時分にはベートーヴェンのソナタの急速楽章を猛烈なスピードで弾くこともあったが、ほどなくスピードを重視しないスタイルに転じたと岩井宏之は指摘している。晩年に至るまで興に乗ると弾き飛ばす傾向のあったムスティスラフ・ロストロポーヴィチとは対照的だったとしているが正しくない。彼の1986年のショパンのバラード第4番や1984年東京でのドビュッシーの『西風の見たもの』やラフマニノフの『音の絵』Op.33では往年のパワフルかつ高速な演奏を披露している。1959年のラフマニノフのピアノ協奏曲第2番の録音は、作曲者自身の演奏よりもやや遅めのテンポからかなりの速度まで濃密なロマンティシズムを壮大に歌い上げた。川田朔也はこの演奏の影響力の大きさを示す事実として、この後、他の演奏家もリヒテルのテンポ設定を踏襲するようになり、この曲の平均的な演奏時間がそれ以前よりも引き伸ばされるようになったとしている。
リヒテルの芸術性が発揮されたのは、技巧的な難曲においてばかりではなかった。ピアニスティックな技巧の効果に乏しく、以前はプロのピアニストが取り上げることの比較的少なかったシューベルトのピアノ作品を、早い時期からレパートリーに採り入れていた。グレン・グールドは1957年にソ連を演奏旅行した際にリヒテルによるシューベルトのピアノソナタ第21番の演奏を聴いた時のことを、「彼は現代でもっとも力強い音楽のコミュニケーターであり、私は催眠術によるトランス状態としか例えようのない境地に連れ去られた」と回想している。
晩年のリヒテルは、ピアノを演奏する際に大きな眼鏡をかけていた（椅子に座ると手渡された眼鏡をかけて演奏を始め、終わると外してから椅子を立っていた）。観客はリヒテルが眼鏡を外すのを終演の合図として拍手を始めるのが通例であった。

### 録音
リヒテルはスタジオでの録音が嫌いなピアニストだったが、ライブ録音によるものも含めると結果的には極めて多くの音源を残している。レパートリーの多くは現在でも録音によって接することが可能である。彼の録音の出来にはむらがあるともいわれるが、ヨアヒム・カイザーは「最良のライヴ・レコーディングにおける彼の偉大さには比類がない」と評していた。没後には各国の放送局に残されていた音源などもCDとしてリリースされている。

### 使用楽器
ワルシャワでのドイツ・グラモフォンとの録音セッションでエンジニアを務めたハインツ・ヴィルトハーゲンは、この時使用したピアノについての証言を残している。スタッフが現地で調達したピアノはタッチにひどくむらのある粗悪な代物で、スタッフは当然リヒテルに拒否されるものと考えた。しかし彼は黙ってピアノの前に座ると、キーの感触を一つ一つ確かめながら、むらなく聴こえるようになるまで練習し、難のあるピアノを自在に操ったという。
その後、彼は1969年にヤマハのピアノに目を止め、愛用するようになった。彼はその理由について「柔軟で感受性が鋭く、特にピアニシモが非常に美しい。私の表現したい心の感度を歌ってくれる」と語っている。このことはNHKのドキュメンタリー番組『プロジェクトX』（2001年10月2日放送回）でも取り上げられた。

### 活動の特徴
リヒテルの活動は、既成のコンサート・マナーにとらわれない特徴的なものだった。彼は特に、比較的小さな規模の会場で演奏曲目を予告せずに行うスタイルのリサイタルを好んでいた。晩年には、あえて楽譜を見ながら演奏したり、場内の照明を極端に落としてピアノの周囲だけをわずかに明るくした状態で演奏するといったユニークな試みを採り入れていた。グリーグの『抒情小曲集』のみでプログラムを組むなど、そうした挑戦的な態度は最後まで持続した。

### 指揮
リヒテルは1952年に手の小さな骨を折って、一時的にピアノが弾けなくなったことがあり、この時に生涯でただ一度の指揮を体験している。キリル・コンドラシンにリズムの刻み方を習い、モスクワ青年交響楽団を指揮してロストロポーヴィチと共演したのが、プロコフィエフの『交響的協奏曲』の初演である。
1933年に18歳でオデッサ歌劇場の第一副指揮者に就任したという伝説が生じたこともあったが、リヒテルはこれを「おとぎ話に過ぎない」と言下に否定した。前述の通り、1931年にコレペティートルに採用されたというのが事実である。

## 人物

### 人柄
とても繊細な感受性の持ち主であり、音楽評論家のペーター・コッセからは「傷つきやすい巨人」と評された。頻繁にコンサートをキャンセルし、ファンや興行主を悩ませてきたことでも知られる。周囲からは気難しい人物として恐れられることも多かったが、彼の調律師を務めた村上輝久によると決して恐い人ではなかったという。来日時はポンジュースを愛飲していた。

### 余技
リヒテルは少年時代には文学や演劇に熱中するなど、音楽以外の芸術にも秀でていた。特に絵画の腕前は素人離れしており、その作品は自身のレコードのジャケットにしばしば使用された。1944年の末には指を痛めて一時ピアノを弾けなくなった時期があり、その際には画家への転身を本気で考えたという。

### 交友関係
リヒテルはプロコフィエフやショスタコーヴィチ、ブリテンなど同時代の作曲家と直接交流した。特にプロコフィエフとは親しく、ピアノソナタ第7番はプロコフィエフが初めて自分以外のピアニストに初演を託したピアノ作品であり、ピアノソナタ第9番はリヒテルに献呈されている。ロストロポーヴィチとの共演でチェロソナタを初演したほか、前述の通り『交響的協奏曲』は同じくロストロポーヴィチとの共演により指揮者として初演している。ブリテンとは、ブリテン自身の作品のみならず他の作曲家のものも含め、協奏曲や2台のピアノのためのレパートリーでたびたび共演した。
他の演奏家と活発に交流し共演を行い、若い才能の発掘にも意を注いだことでも知られる。彼を中心として形成された演奏家の人脈は「リヒテル・ファミリー」と呼ばれた。特にオレグ・カガンとは親密な間柄で、カガンはリヒテル・ファミリーの中核的な存在だった。このほかにリヒテルと活発に共演した演奏家に、カガンの妻であるナターリヤ・グートマンや、ユーリ・バシュメット、エリソ・ヴィルサラーゼなどがいる。リヒテル没後の2005年にはファミリーのメンバーを中心とする人たちによって、スヴャトスラフ・リヒテル国際ピアノコンクールが創設された。
文学者のボリス・パステルナークとも親密な間柄だった。パステルナークは師ネイガウスの友人であり、同じ妻を娶った関係に当たる（ネイガウスの妻がパステルナークと再婚したが、男性2人の友情は継続した）。1960年にパステルナークが亡くなった際には、リヒテルは葬儀でピアノを演奏した。

## 関連書籍
- ブリューノ・モンサンジョン『リヒテル』中地義和、鈴木圭介訳、筑摩書房、2000年9月 ISBN 978-4480885128
- ユーリー・ボリソフ『リヒテルは語る—人とピアノ、芸術と夢』宮澤淳一訳、音楽之友社、2003年5月 ISBN 978-4276217348
- 河島みどり『リヒテルと私』草思社、2003年9月 ISBN 978-4794212481。草思社文庫、2015年8月